# Suizy-le-Franc
Suizy-le-Franc is een gemeente in het Franse departement Marne (regio Grand Est) en telt 118 inwoners (2009). De plaats maakt deel uit van het arrondissement Épernay.

## Geografie
De oppervlakte van Suizy-le-Franc bedraagt 5,8 km², de bevolkingsdichtheid is dus 20,3 inwoners per km².
De onderstaande kaart toont de ligging van Suizy-le-Franc met de belangrijkste infrastructuur en aangrenzende gemeenten.

## Demografie
Onderstaande figuur toont het verloop van het inwonertal (bron: INSEE-tellingen).